# ケネス・ベインブリッジ

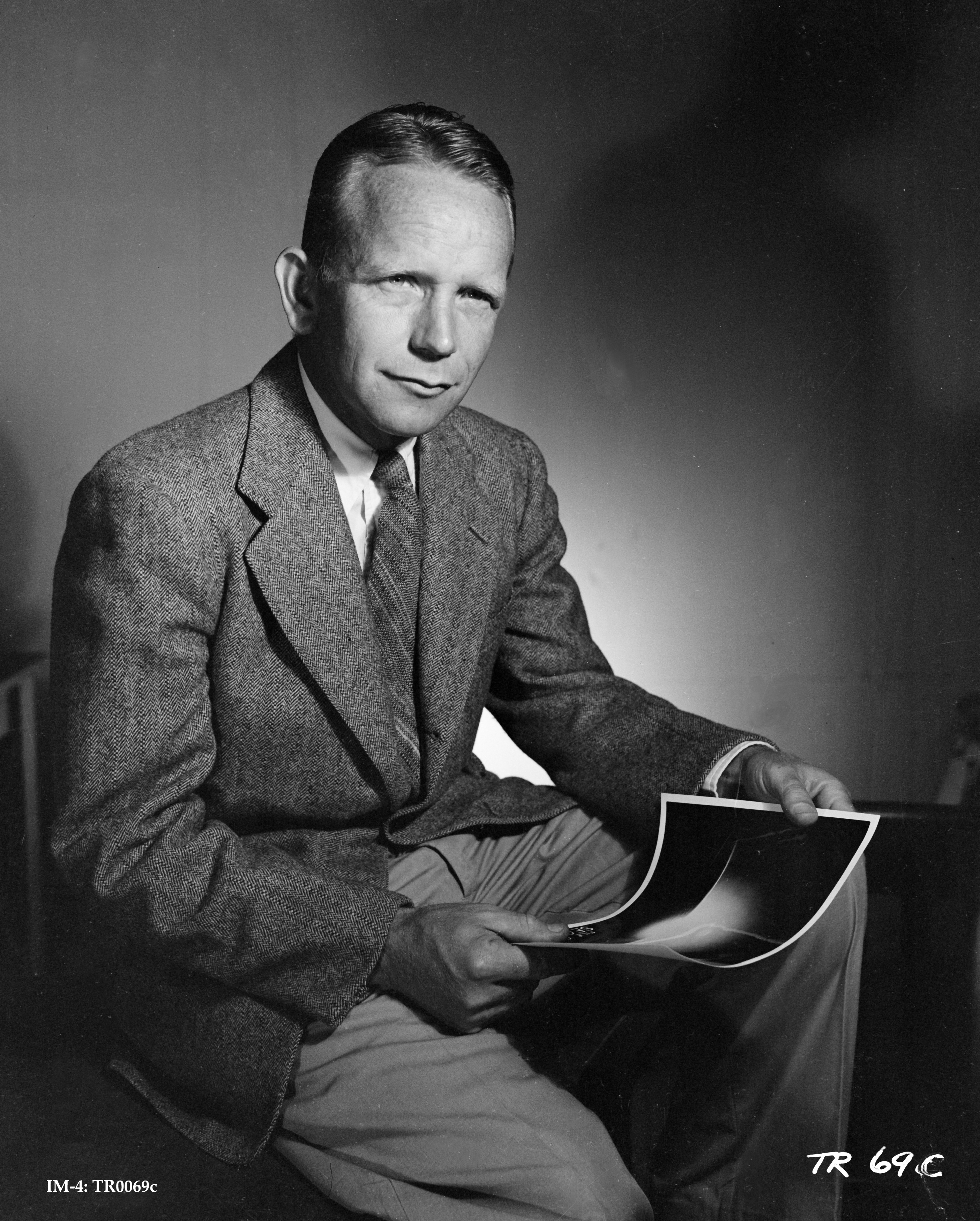
ケネス・ベインブリッジ

ケネス・トンプキンス・ベインブリッジ（Kenneth Tompkins Bainbridge、1904年7月27日 - 1996年7月14日）はアメリカの実験物理学者。ハーヴァード大学などで質量分析計、サイクロトロンなどの開発に従事したほか、第二次世界大戦中のマンハッタン計画において、初の核実験であるトリニティ実験を指揮した。

## 生涯

### 幼少期から修士号取得まで
1904年、アメリカ合衆国ニューヨーク州中央部のクーパーズタウンで生まれ、ニューヨーク市で育った。父親は文具卸売業者であった。10代の頃は無線通信の実験に熱中した。ゼネラル・エレクトリック (GE) 社支援の5年間のプログラムの元、夏の間インターンとして同社で働きながらマサチューセッツ工科大学 (MIT) に学び、電気工学で学士号と修士号を取得した。このとき光電管に関する特許を取得している。MIT で学ぶ間に物理学への関心を深め、GE でコンサルタントを務めていたプリンストン大学のカール・コンプトンなどの勧めに従ってプリンストン大学に進学した。

### 核物理学
プリンストン大学では当時まだ講義でもカバーされていなかった核物理学に関心を持ち、エカセシウムと呼ばれ謎に包まれていた未検出の元素87の探索のために質量分析計の設計を行った。1929年に博士号を取得すると、国家研究評議会フェローとしてペンシルバニア州スワースモアのバートル研究財団 (Bartol Research Foundation) に移った。1931年、同研究所の研究員となり、スワースモア大学の教員マーガレット・ピトキン (Margaret [Peg] Pitkin) と結婚した。1932年には、当時最も精緻な測定ができる質量分析計を開発した。この質量分析計を用い、同位体の質量差を精密に測定し遷移エネルギーと比較することでアインシュタインの質量とエネルギーの等価性（交換関係）を定量的に確認した。
2年連続でグッゲンハイム奨励金を得て、1933年にはイギリス・ケンブリッジ大学キャベンディッシュ研究所のアーネスト・ラザフォードのもとで学び、特にその弟子の物理学者ジョン・コッククロフトと親交を深めた。このときベインブリッジは核連鎖反応というアイデアに初めて接したという。1934年にアメリカに戻るとハーヴァード大学物理学科に職を得て、1936年、アーネスト・ローレンスから譲られた直径37インチのサイクロトロンの設計図を元に、ここでカリー・ストリート (J. Curry Street) とともに直径42インチ（1.1メートル）のサイクロトロンを制作した。このサイクロトロンは後のマンハッタン計画に接収され、ニューメキシコ州の僻地に新設されたロスアラモス研究所へと運ばれ利用されることになった。
1940年より前に、ジョージ・キスチャコフスキー (George Kistiakowsky) らと分子真空ポンプ (molecular drag pump) を利用した同位体分離方法を提案した。ウラン核分裂の発見によって同位体分離が軍事的に重要であることを認識していたベインブリッジらは、これをワシントンの当局者に報告したものの、当局からは「機密扱いの作業が進行中であり状況は手に余る。忘れるように」と告げられた。
1940年ベインブリッジは、ローレンスによって草創期のレーダー開発プロジェクトの最初の物理学者として採用され、ハーヴァードを休職して、アメリカ国防研究委員会 (NDRC) の資金のもとで設立されたマサチューセッツ工科大学放射線研究所 (MIT Radiation Laboratory, Rad Lab) へ参加した。このプロジェクトの一環として、1941年3月ごろ、ジェームズ・コナントとともにイギリスに滞在したときには、コッククロフトも委員として参加し原子爆弾の実現可能性を肯定的に明らかにしたイギリスのMAUD委員会を知り、アメリカより進んだその研究の進捗ぶりをアメリカのウラン諮問委員会へと伝達した。ウラン原爆が可能だと論じたこのMAUD委員会の報告書が10月にアメリカに伝えられ、これがアメリカによる原子爆弾（原爆）開発計画であるマンハッタン計画の直接の開始要因となった。

### マンハッタン計画とトリニティ実験
1943年5月、ベインブリッジはマンハッタン計画のロスアラモス研究所に移り、1944年3月に核実験の実施を担当するグループのリーダーとして、原爆投下に先立って行われたトリニティ実験を主導した。その経緯については、1975年の『原子力科学者会報』に掲載された論考において自身が詳しく報告している。
ベインブリッジはニューメキシコ州のホルナダ・デル・ムエルト (Jornada del Muerto) と呼ばれた土地にトリニティ・サイトを選定し、このまばらに低木の茂る砂漠にプルトニウム型（長崎型）原爆を据える高さ30メートルの鉄塔のほか、周辺に複数の待避壕と測定機器を設置した。1945年7月16日にここでトリニティ実験が実施された。後にベインブリッジはこのときの経験について「私にとって個人的な悪夢であったのは、爆弾が爆発しなかったら、実験の責任者である自分がまず〔爆弾の据えられた〕塔に行って、何が問題だったのか調べなければならないことだ」と語っている。実験が成功裏に終わると、ロスアラモスのリーダーであるロバート・オッペンハイマーに対して「いまや我々はみなクソ野郎だ」 (Now we are all sons of bitches) と告げた。後にオッペンハイマーはベインブリッジの娘に、実験後にみんなが言ったことの中で、ベインブリッジのものが最高だったと告げている。

### 研究への復帰
戦後、ベインブリッジはハーヴァード大学に戻ったが、ロスアラモスのサイクロトロンはハーヴァードに戻ってくることはなかった。ベインブリッジは新たに直径96インチ（2.4メートル）のシンクロサイクロトロン (synchrocyclotron) を作る計画を立案した。後に完成したこのサイクロトロンは、パイ中間子の生成にはわずかにエネルギーが足りないことが判明したものの、種々の実験に利用された後、マサチューセッツ総合病院で陽子線治療のために1990年代終わりまで利用された。ハーヴァード大学では1950年から1954年まで物理学科長を務め、1975年の退官まで多くの大学院生を抱え実験核物理学を主導した。ベインブリッジは、実験物理学者として計画を慎重に設計して仔細に記録し文書化したが、実験物理学の研究に限らずあらゆることに及んだその習慣は生涯変わることがなかった。
1950年代に赤狩りの嵐が吹き荒れたときには、告発にあった同僚研究者を擁護することに力を注いだ。また同時期に原子力の文民統制の必要性と核実験の廃絶を訴えた。さらに、アメリカが水素爆弾（水爆）を先制使用しないようにとトルーマン大統領に請願した12人の科学者のひとりとなった。1967年には、怪我が元で3人の子の母であった妻マーガレットを失った。1969年、旧友のヘレン・キングと再婚したが、彼女と息子も自身より先に失うこととなった。1996年、マサチューセッツ州レキシントンの自宅で91歳で亡くなった。